# Västerås (đô thị)
Đô thị Västerås (tiếng Thụy Điển: Västerås kommun) là một đô thị ở hạt Västmanland của Thụy Điển. Thủ phủ là thị xã Västerås. Dân số thời điểm 31 tháng 12 năm 2000 là 126328 người.